# Староселье (Рогачёвский район)
Староселье (бел. Стараселле) — деревня в Болотнянском сельсовете Рогачёвского района Гомельской области Беларуси.

## География

### Расположение
В 42 км на северо-восток от районного центра и железнодорожной станции Рогачёв (на линии Могилёв — Жлобин), 105 км от Гомеля.

### Гидрография
На реке Гутлянка (приток реки Днепр).

## Транспортная сеть
Транспортные связи по просёлочной, затем автомобильной дороге Довск — Славгород). Планировка состоит из прямолинейной широтной улицы, к центру которой с севера присоединяется короткая прямолинейная улица. Застройка деревянная, двусторонняя, усадебного типа.

## История
По письменным источникам известна с XVII века как деревня в Речицком повете Минского воеводства Великого княжества Литовского. С 1700 года работала сукновальня. После 1-го раздела Речи Посполитой (1772 год) в составе Российской империи. Помещик владел здесь в 1867 году 391 десятиной земли, водяной мельницей и сукновальней. С 1880 года действовал хлебозапасный магазин. Во 2-й половине XIX века открыто народное училище (в 1889 году 20 учеников). Согласно переписи 1897 года действовали церковь, 3 ветряные мельницы, в Довской волости Рогачёвского уезда Могилёвской губернии. Действовала церковно-приходская школа, которая размещалась в наёмном крестьянском доме; рядом одноимённый фольварк. Отделение почтовой связи в 1911 году преобразован в почтово-телеграфное. В результате пожара 10 апреля 1925 года сгорели 52 строения.
В 1930 году организован колхоз. Во время Великой Отечественной войны в ноябре 1943 года оккупанты сожгли 41 двор и убили 4 жителей. 46 жителей погибли на фронте. В 1979 году в деревню переселились жители посёлок Корчеваха. В составе колхоза имени В. И. Ленина (центр — деревня Болотня). Располагались библиотека, фельдшерско-акушерский пункт.

## Население

### Численность
- 2004 год — 80 хозяйств, 157 жителей.

### Динамика
- 1897 год — 74 двора, 476 жителей (согласно переписи).
- 1940 год — 118 дворов, 710 жителей.
- 1959 год — 558 жителей (согласно переписи).
- 2004 год — 80 хозяйств, 157 жителей.